# دگرتخمه
دگرتخمه (نام علمی: Heterosperma) نام یک سرده از خانواده کاسنیان است.